# Кледич, Юрген
Ю́рген Кле́дич (нем. Jürgen Kleditzsch; род. 26 января 1944, Бад-Шандау) — немецкий врач и политик. Бывший член Христианско-демократического союза. Министр здравоохранения ГДР в 1990 году.

## Биография
В 1962 году Юрген Кледич получил аттестат зрелости и в 1962—1963 году учился на медбрата. В 1963—1969 годах учился на медицинском факультете Лейпцигского университета, где защитил докторскую диссертацию. В 1969—1974 годах проходил специализацию на физиотерапевта, позднее на ортопеда.
В 1974—1989 годах работал в Дрезденской медицинской академии, руководил отделом физиотерапии в Ортопедической клинике, с 1978 года в звании главного врача. В 1985 году стал доцентом, в 1987 году — профессором. С 1988 года руководил несколькими рабочими и исследовательскими коллективами. С 1972 года состоял членом правления Общества физиотерапии ГДР, в 1979 году был избран секретарём Общества.
В 1977 году Кледич вступил в Христианско-демократический союз в ГДР. В марте 1990 года Кледич был избран депутатом Народной палаты ГДР. С апреля 1990 по 2 октября 1990 года занимал должность министра здравоохранения, с августа 1990 года — также министра труда и общественных дел. С 3 октября 1990 года состоял депутатом бундестага. В 2002 году вышел из состава ХДС. В настоящее время работает врачом-специалистом в Ной-Ульме.